# Беглов, Алексей Львович
Алексе́й Льво́вич Бегло́в (род. 17 апреля 1974, Москва) — российский историк, доктор исторических наук (2020), старший научный сотрудник Центра по изучению истории религии и Церкви Института всеобщей истории РАН. Один из авторов «Большой Российской энциклопедии» и «Православной энциклопедии».

## Биография
В 1997 году окончил филологический факультет Московского государственного университета имени М. В. Ломоносова.
В январе 2004 года в Институте российской истории РАН под руководством доктора исторических наук, профессора О. Ю. Васильевой защитил диссертацию на соискание учёной степени кандидата исторических наук по теме «Церковное подполье 1920—1940-х годов в СССР в контексте государственно-церковных отношений».
С 2004 года работает в Центре по изучению истории религии и Церкви Института всеобщей истории РАН, преподаёт в светских и церковных учебных заведениях.
2 октября 2009 года награждён патриархом Кириллом молодёжной премией памяти митрополита Московского и Коломенского Макария (Булгакова) за труд «В поисках „безгрешных катакомб“. Церковное подполье в СССР».
С 2012 года — член редакционной коллегии ежеквартального научного журнала «Государство, религия, Церковь в России и за рубежом».
12 сентября 2018 года указом патриарха Кирилла награждён Юбилейной медалью Русской Православной Церкви «В память 100-летия восстановления Патриаршества в Русской Православной Церкви» в ознаменование вклада в научное издание документов Священного Собора Православной Российской Церкви 1917—1918 годов. Вручение награды состоялось 14 октября 2018 года, за богослужением в день престольного праздника Покровского храма Новоспасского монастыря.
18 марта 2020 года на заседании диссертационного совета Института всеобщей истории Российской академии наук защитил диссертацию «Православный приход Российской империи на рубеже XIX–XX вв.: состояние, дискуссии, реформы» на соискание учёной степени доктора исторических наук. Диссертация стала результатом десятилетнего труда.

## Научная деятельность
Область научных интересов: история России (СССР) XX столетия, государственно-церковные отношения в России, история Русской православной церкви в XIX—XX веках и русской аскетической традиции XIX—XX веков, социальное измерение религиозности и его деформация под воздействием государственной политики.
С 1996 года изучал документы тайных монашеских общин советского периода. Им подготовлены к изданию книги схимонахини Игнатии (Пузик) «Старчество на Руси» (1999) и «Старчество в годы гонений» (2001), сборник «Путь к совершенной жизни: О русском старчестве» (2005), а также ряд её статей. Исследовал феномен «катакомбной церкви», чему была посвящена вышедшая в 2008 году монография «В поисках „безгрешных катакомб“. Церковное подполье в СССР».
Создал в соавторстве учебное пособие по Основам православной культуры в рамках учебного курса «Основы религиозных культур и светской этики». Сам он отмечал в 2007 году: «Наше учебное пособие призвано именно познакомить детей разных национальностей и религиозных традиций со своими соседями. Проверенной информации школьнику сейчас по религиозной проблеме не даётся. Учебное пособие писали не священнослужители, а учёные, которые пытались занять объективную культурологическую позицию. Мы хотели рассказать о вкладе той или иной религии в отечественную культуру, в мировую культуру».
В 2010-е годы занимался исследованием приходской жизни в синодальный период, темы мало изученной ранее. Как отмечал сам исследователь: «Проблемы истории православного прихода ставятся лишь эпизодически и, как правило, находятся в тени других исследовательских проблем». Опубликовал ряд статей по этой теме. Защитил в 2020 году докторскую диссертацию «Православный приход Российской империи на рубеже XIX—XX вв.: состояние, дискуссии, реформы». В ней реконструируется эволюция прихода как социальной структуры в контексте социальных трансформаций пореформенного периода, восстанавливается долговременную динамику общественной полемики вокруг православного прихода, а также досконально разбирает проекты приходских преобразований, инициаторами которых были как официальные церковные и государственные структуры, так и общественные деятели и даже депутаты Государственной думы. Работа находится на пересечении социальной, интеллектуальной и политической истории. В конце 2021 года увидела свет монография «Православный приход на закате Российской империи: состояние, дискуссии, реформы». По мнению историка Сергея Фирсова: «Публикацию указанной монографии следует признать событием неординарным, прежде всего потому, что впервые в современной отечественной историографии в ней проведён всесторонний анализ одного из самых сложных вопросов церковной жизни предреволюционной России — приходского вопроса. Даже более того, автор сумел не только рассмотреть приходской вопрос, но и написать работу об истории православного прихода in corpore» Презентация монографии состоялась 16 февраля 2022 года в Культурном центре «Покровские ворота» в Москве.

## Публикации
- Иосиф Бродский: монотония поэтической речи: (на материале 4-стопного ямба) // Philologica. 1996. Vol. 3. — № 5/7. — С. 109—123.
- Воссоздание Хомякова. Рец. на: Хомяковский сборник. Том I. — Томск: Водолей, 1998. — 352 с. // Русский Журнал, 21 августа 1998
- Тусклое стекло: [Рец. на: Марк Азадовский. Юлиан Оксман. Переписка. 1944—1954 / Издание подготовил Константин Азадовский. — М.: Новое литературное обозрение, 1998. — 410 с.] // Пушкин. Тонкий журнал читающим по-русски. — № 5 (11). 1 июля 1998. — С. 12.
- Святые Пётр и Феврония Муромские // Альфа и Омега. 1998. — № 1 (15). — С. 247—261.
- Смерти нет: Памяти схимонахини Екатерины (Сахаровой) // Альфа и Омега. 1999. — № 3 (21). — С. 344—345.
- Прозелитизм среди мёртвых: Католическая пропаганда записывает в ряды приверженцев Римского престола расстрелянных православных епископов // НГ-религии. 11 августа 1999 г. — № 15 (38). — С. 6.
- Пять лет «Альфе и Омеге»: Академический церковный журнал для широкой публики // НГ-религии. 24 февраля 1999 г. — № 4 (27). — С. 7.
- Метеоры — небесные острова // Интернет-журнал «Соборность». 27 декабря 2000.
- Как управляется РПЦ? Краткий критический анализ деятельности отделов Московской Патриархии за последние 55 лет // НГ-религии. 29 ноября 2000 г. — № 22 (69). — С. 1, 3.
- «Катакомбное наследство»: в реальности и на самом деле // Религия в России / Проблемы. 22 Октября 2001.
- «Вечностию неразрушимое содружество». Страницы русского старчества XIX века: преподобный Зосима (Верховский) и его духовная семья в 1818—1825 гг. // Альфа и Омега. 2001. — № 3 (29). — С. 205—240.
- «Миссионерская разведка» отца Николая Трубецкого. Как начиналась Псковская миссия // Альфа и Омега. 2001. — № 2 (28). — С. 243—251.
- Государство, Церковь, общество: основания встречи // Русский Журнал / Политика / Политграмота. 14 Февраля 2001.
- Забытый концерт. Отреставрирована и издана запись уникального концерта 1948 года. [Концерт, посвящённый 500-летию Автокефалии Русской Православной Церкви. Московское Подворье Свято-Троицкой Сергиевой Лавры. Серия: «Великие регенты XX века»] // Московский Церковный вестник. — № 6(235). Март 2002. — С. 12.
- О происхождении религиозных настроений, лежащих в основе почитания Григория Распутина и царя Ивана Грозного // Царь Иван Васильевич: Грозный или святой: Аргументы против канонизации Ивана Грозного и Григория Распутина. — Москва : Издательский Совет Русской Православной Церкви, 2003. — 64 с. — C. 46-51
- Концептуальные основания или политический прагматизм. Отношения Церкви и государства регулируются волевыми решениями обеих сторон // НГ-религии. 17 декабря 2003 г. — № 22 (130). — С. 3.
- Хроника: Научная конференция «Церковное право и государственное законодательство в истории России». Институт Российской истории Российской Академии наук. 12-14 мая 2003 г. // Альфа и Омега. 2003. — № 3(37). — С. 355—368.
- Церковное подполье в СССР в 1920—1940-х годах: стратегии выживания // Одиссей. Человек в истории. 2003. — М., 2003. — С. 78-104.
- Архиепископ Варфоломей (Ремов): Argumentum advocati Dei. Настоятель Высоко-Петровского монастыря по материалам архивов его прихожан // Церковь в истории России. Вып. 5. М., 2003. — С. 222—240.
- Эволюция церковной жизни в условиях подполья: итоги двадцатилетия (1920—1940-е гг.) // Альфа и Омега. 2003. — № 2 (36). — С. 202—232.
- Епископат Русской Православной Церкви и церковное подполье в 1920—1940-е гг. // Альфа и Омега. 2003. — № 1 (35). — С. 138—155.
- Лжепророки в своём отечестве. О генезисе религиозных настроений сторонников канонизации Григория Распутина // НГ-религии. 19 марта 2003. — № 5 (113). — С. 3.
- Советское законодательство в отношении Русской Православной Церкви 1920—1940-х гг.: колебания границы легальности // Религии мира. 2004. — М., 2004. — С. 211—218.
- Со святыми упокой. [Некролог: схимонахиня Игнатия (Пузик)] // Церковный вестник. — № 17(294) сентябрь 2004. — С. 12-13.
- Последний бой обновленцев // Альфа и Омега. 2004. — № 2 (40). — С. 205—214.
- Церковное подполье 1920—1940-х годов в СССР в контексте государственно-церковных отношений. Автореферат диссертации на соискание учёной степени кандидата исторических наук. — М., 2004.
- «Сергианское» подполье: к постановке проблемы // XV Ежегодная богословская конференция ПСТГУ. Материалы. Том 1. — М., 2005. — С. 292—298.
- Патриотическая деятельность Русской Православной Церкви в Великой Отечественной войне 1941—1945 гг. // Молодёжь и религия. V Московская областная научно-практическая конференция «Молодёжь и религия». — М., 2005. — С. 19-27.
- Лихие годы русского православия // НГ-Религии, 21.04.2004
- Церковный патриотизм: позиция иерархов или верующих? К вопросу о масштабах патриотической деятельности Русской Православной Церкви в Великой Отечественной войне 1941—1945 гг. // Материалы церковно-общественной конференции «За други своя». — М.: Издательский Совет Русской Православной Церкви, 2005. — 152 с.
- Старчество в трудах русских церковных учёных и писателей // Путь к совершенной жизни: О русском старчестве. — М.: Издательство ПСТГУ, 2005. — С. 5-29.
- Схимонахиня Игнатия (Валентина Ильинична Пузик; *1.02/19.01.1903-†29.08.2004). [Некролог] // Альфа и Омега. 2004. — № 3 (41). — С. 360—370.
- Герман (Полянский Борис Иванович) // Православная энциклопедия. — М., 2004. — Т. VIII : Вероучение — Владимиро-Волынская епархия. — С. 228-229. — 39 000 экз. — ISBN 5-89572-014-5.
- Церковная оппозиция в 1940-е годы // Альфа и Омега. 2006. — № 2 (46). — С. 111—133.
- Рясофорная монахиня Серафима (Ольга Александровна Кавелина; *28.06.1916-†19.02.2006). [Некролог] // Альфа и Омега. 2006. — № 1 (45). — С. 372—378.
- Понятие «катакомбная церковь»: мифы и реальность // Меневские чтения. 2006. Научная конференция «Церковная жизнь XX века: протоиерей Александр Мень и его духовные наставники». — Сергиев Посад, 2007. — С. 51-59.
- Опыт выживания православного монашества в советское время и возрождение русской аскетической традиции (на материалах архива нелегального Высоко-Петровского монастыря в Москве 1920—1930-х гг.) // Возрождение православных монастырей и будущее России. Материалы III Всероссийской научно-богословской конференции «Наследие преподобного Серафима Саровского и судьбы России». — Нижний Новгород, 2007. — С. 58-69.
- Православное образование в подполье: страницы истории // Альфа и Омега. 2007. — № 3 (50). — С. 153—172.
- От соборного Определения — к Декрету СНК. К вопросу о генезисе государственно-церковных отношений советского периода // Альфа и Омега. 2007. — № 1 (48). — С. 146—170.
- Епархии и епископы Российской Церкви в 1927 году, или почему митрополит Сергий (Страгородский) стал перемещать епархиальных преосвященных? // Альфа и Омега. 2007. — № 2 (49). — С. 169—189.
- Православная Церковь перед лицом светского государства: Поместный собор 1917—1918 гг. о принципах государственно-церковных отношений // Православная Церковь и государство в исторической судьбе России. Материалы IV Всероссийской научно-богословской конференции «Наследие преподобного Серафима Саровского и судьбы России». — Нижний Новгород, 2008. — С. 66-79.
- Печатников переулок. Историческая справка о тайном «ските» 1920—1960-х гг., располагавшемся по адресу Москва, Печатников пер., д. 3 // Архандзор. Город Москва. Наука и жизнь
- Православное образование в подполье: традиции и инновации. Опыт священника Глеба Каледы // Меневские чтения. 2007. Научная конференция «Православная педагогика». — Сергиев Посад, 2008. — С. 90-100.
- Церковное подполье в 1950—1980-е гг.: основные тенденции // Альфа и Омега. 2008. — № 3 (53). — С. 351—368
- Православное образование в подполье: традиции и инновации. Опыт священника Глеба Каледы // Меневские чтения. Т. 2 : Православная педагогика : сборник материалов Второй научной конференции «Меневские чтения» (9-11 сентября 2007 г.). — Сергиев Посад : Приход Сергиевской церви в Семхозе, 2008. — 158 с. — С. 90-100
- Канонизация без прославления // Фома. — 2008. — № 6 (62). — С. 13.
- Игнатий (Лебедев Александр Александрович) // Православная энциклопедия. — М., 2009. — Т. XXI : Иверская икона Божией матери — Икиматарий. — С. 108-109. — 39 000 экз. — ISBN 978-5-89572-038-7. (в соавторстве с Дамаскином (Орловским))
- Монахиня Игнатия — церковный гимнограф // Меневские чтения. Т. 3 : Роль богослужения в Церкви : Сборник материалов Третьей научной конференции «Меневские чтения» (9-10 сентября 2008 г.). — Сергиев Посад : Приход Сергиевской церви в Семхозе, 2009. — 142 с. — С. 85-96
- Аскетическая письменность эпохи гонений как система маргиналий // Альфа и Омега. 2009. — № 1 (54) — С. 119—133
- Туринская трагедия. Кризис в монашеской общине преподобного Зосимы (Верховского) 1818—1827 гг. // Альфа и Омега. 2009. — № 3 (56). — С. 111—143; 2010. — № 1 (57). — С. 148—174
- Святоотеческое сознание русского старчества: (XIX — начало XX века) // Русская патрология: Материалы академической конференции. Сергиев Посад, 2009. — С. 310—367
- Игнатия (Пузик Валентина Ильинична) // Православная энциклопедия. — М., 2009. — Т. XXI : Иверская икона Божией матери — Икиматарий. — С. 152-153. — 39 000 экз. — ISBN 978-5-89572-038-7.
- Мень, Александр Владимирович : [арх. 4 января 2023] // Маниковский — Меотида [Электронный ресурс]. — 2011. — С. 752. — (Большая российская энциклопедия : [в 35 т.] / гл. ред. Ю. С. Осипов ; 2004—2017, т. 19). — ISBN 978-5-85270-353-8.
- «Through Thick and Thin. For Many Years, the Russian Orthodox Church Has Been Undergoing a Process of Enculturation», Russia Profile. Issue 4. Volume VIII. Fall / 11. P. 31-33., 2011
- Каледа Глеб Александрович // Православная энциклопедия. — М., 2012. — Т. XXIX : К — Каменац. — С. 437-440. — 39 000 экз. — ISBN 978-5-89572-025-7.
- Катакомбное движение // Православная энциклопедия. — М., 2013. — Т. XXXI : Каракалла — Катехизация. — С. 643-650. — 33 000 экз. — ISBN 978-5-89572-031-8. (в соавторстве с Михаилом Шкаровским)
- Собор и Синод: новое понимание их роли в Церкви (к обсуждению документа Межсоборного присутствия «Место Поместных и Архиерейских Соборов в системе церковного управления») // Журнал Московской Патриархии. 2011. — № 6. — C. 39-43.
- Практика причащения православных прихожан советской эпохи // Альфа и Омега. 2012. — № 1 (63) — С. 200—220
  - Практика причащения православных прихожан советской эпохи // Государство, религия, Церковь в России и за рубежом. 2012. — № 3-4 (30). — С. 34-59
- Пастырская деятельность отца Александра Меня: опыт систематизации // Альфа и Омега. 2012. — № 2/3 (64/65) — С. 348—363
- Жизнь во Христе : уроки отечественной церковной истории ХХ столетия // Жизнь во Христе: Христианская нравственность, аскетическое предание Церкви и вызовы современной эпохи : VI Международная Богословская Конференция Русской Православной Церкви (Москва, 15 — 18 ноября 2010 г.). — М.: Синодальная библейско-богословская комиссия, 2012. — 830 с. — ISBN 978-5-98604-311-1 — С. 773—786
- Объединения православных верующих в СССР в 1920—1930-е гг.: причины возникновения, типология и направления развития // Российская история. 2012. — № 3. — С. 91-104.
- Законодательство Российской империи о православном приходе к началу 1890-х гг.: (Обзор основных законодательных актов) // Религии мира. История и современность. 2006—2010. М., СПб.: Издательство «Нестор», 2012. — С. 371—388.
- Особое Совещание для выработки проекта о православном приходе 1907 г. // Вестник Православного Свято-Тихоновского гуманитарного университета. Серия «История. История Русской Православной Церкви». 2012. Вып. II: № 5(48). — С. 39-61.
- Сословность православного приходского духовенства в России в начале XX века: региональныеособенности // Электронный научно-образовательный журнал «История». М., 2013. — Выпуск 5 (21)
- Духовное ведомство и приходские институты: проект положения о православном приходе в редакции В. К. Саблера 1912 г. // Электронный научно-образовательный журнал «История». М., 2013. — Выпуск 7 (23)
- «The Practice of Taking Communion Among Orthodox Parishioners in the Soviet Era», State, Religion and Church 1(1): 104—129., 2014
- Приходские попечительства при православных церквах Российской империи в 1890-е гг.: итоги 30-летней деятельности // Российская история. 2014. — № 6. — С. 104—127.
- Православный приход на иноконфессиональных окраинах Российской империи: случай Финляндии // Государство, религия, Церковь в России и за рубежом. 2014. — № 4 (32). — С. 107—135
- Земские проекты переустройства православного прихода в 1860—1890-е гг. // Государство, религия, Церковь в России и за рубежом. 2014. — № 1 (32). — С. 172—200
- Православный приход Российской империи как объект фискальной политики светских и церковных властей в конце XIX — начале XX вв. // Вестник Православного Свято-Тихоновского гуманитарного университета. Серия II «История. История Русской Православной Церкви». 2014. — № 2 (57). — С. 56-81
- Конформизм приходской реформы К. П. Победоносцева // Quaestio Rossica. 2014. — № 3. — С. 107—123., 2014
- Как можно было реформировать православный приход в 1890-е гг.? Епархиальные преосвященные о преобразовании приходских попечительств // Вестник Православного Свято-Тихоновского гуманитарного университета. Серия «История. История Русской Православной Церкви». 2014. — Вып. 6 (61). — С. 35-57
- «Община, учреждение, братство…»: Поиск идентичности православного прихода в проектах и дискуссиях конца XIX — начала XX в. // Диалог со временем. 2014. — № 48. — С. 241—264.
- [Рец. на:] М. А. Бабкин. Священство и Царство (Россия, начало XX в. — 1918 г.): Исследования и материалы. М.: Индрик, 2011. 920 с., ил. // Российская история. 2014. — № 4. — С. 227—232.
- Новые документы и исследования об отношениях России и Ватикана накануне Второй мировой войны // Российская история. — 2015. — № 5. — С. 223—226 (с Е. С. Токаревой)
- Государственная дума и проект организации православного прихода в 1911 г. // Российская история. 2016. — № 5. — С. 87-92.
- Всероссийский церковный собор 1917—1918 гг. как явление соборной практики Церкви // Государство, религия, церковь в России и за рубежом. 2016. — № 1 (34) — С. 51-73.
- Один день православного семинариста: повседневная жизнь российских семинарий во второй половине XIX — начале XX вв. по воспоминаниям современников // Религиозное образование в России и в Европе в конце XIХ — начале XX в. / Под ред. Е. Токаревой, М. Инглота. СПб., 2016. — С. 114—140.
- Das Landeskonzil der Russischen Kirche und die Revolution // Religion und Gesellschaft in Ost und West. 2017. — № 4-5. — P. 30-33.
- Российская революция и Священный Собор Православной Российской Церкви 1917—1918 гг.: от «церковной революции» — к «канонической реставрации» // Христианос. Альманах. Вып. XXVI. Рига, 2017. — С. 24-51.
- [Рец. на:] Роккуччи А. Сталин и патриарх: Православная церковь и советская власть, 1917—1958 / Пер. с итал. О. Р. Щелоковой. М.: РОССПЭН, 2016. — 582 c. // Государство, религия, церковь в России и за рубежом. 2017. — № 1(35). — С. 347—354.
- От попыток обуздать «приходскую революцию» — к мобилизации прихожан. Приходский вопрос в Российской православной церкви в 1917—1918 годы // Свет Христов просвещает всех: альманах Свято-Филаретовского института. 2018. — Вып. 25. — С. 11-27
  - От попыток обуздать «приходскую революцию» — к мобилизации прихожан. Приходской вопрос в Российской Православной Церкви в 1917—1918 годах // Православные братства в истории России: к 100-летию воззвания патриарха Тихона об образовании духовных союзов: сборник научных трудов. Ч. 1. — М. : Культурно-просветительский фонд «Преображение», 2018. — С. 25-42
- Международная деятельность Русской Православной Церкви в период «нового курса» в государственно-церковных отношениях. Основные этапы и кризисные явления // Контуры глобальных трансформаций: политика, экономика, право. 2018. Т. 11. — № 4. — С. 104—129.
- «Крестовый поход молитв» 1930 г. и реакция на него в СССР // Электронный научно-образовательный журнал «История». 2018. — T. 9. — Выпуск 4 (68)
- [Рец. на кн.:] Шевченко Т. И. Валаамские иноки в эпоху гонений: Московское подворье Валаамского монастыря и его насельники после революции 1917 г. — М.: Изд-во ПСТГУ, 2018 // Учёные записки Петрозаводского Государственного Университета. 2018. — № 7(176). — С. 122—123.
- Эсхатология в СССР как религиозная и политическая практика // Конфессиональная политика советского государства в 1920—1950-е годы: материалы XI Международной научной конференции. Великий Новгород, 11-13 октября 2018 г. — М. : Политическая энциклопедия : Президентский центр Б. Н. Ельцина, 2019. — 525 с. ; 22 см. — (История сталинизма. Дебаты). — ISBN 978-5-8243-2337-5 — С. 17-30
- Мольбы о помощи. Письма православных верующих Папе Римскому 1931 г.: новые документы из архивов Ватикана / авт. вступ. ст., публ. и примеч. А. Л. Беглов // Вестник Православного Свято-Тихоновского Гуманитарного Университета. 2019. — № 91. — С. 135—152
- Кризис «государственной церковности» в фокусе приходского вопроса. 1860-е — 1917 гг. // Государство, религия, церковь в России и за рубежом. 2019. — № 1-2. — С. 58-89
- Новый взгляд на первые антицерковные декреты советской власти // Государство, религия, церковь в России и за рубежом. 2019. — № 1-2. — С. 690—694.
- Человек и история в эпоху катастрофы. Саморефлексия руководителя тайных монашеских общин 1920—1930-х годов // Вера и личность в меняющемся обществе. Автобиографика и православие в России конца XVII — начала XX века / сб. статей под ред. Л. Манчестер, Д. А. Сдвижкова. М.: НЛО, 2019 (Серия: Studia Europaea). — С. 340—358.
- Эсхатология в СССР как религиозная и политическая практика // Конфессиональная политика советского государства в 1920—1950-е годы: Материалы XI Международной научной конференции. Великий Новгород, 11-13 октября 2018 г. М.: РОССПЭН, 2019 (История сталинизма. Дебаты). — С. 17-30.
- Семейство Самариных и приходский вопрос в Российской империи. 1860-е — 1910-е годы // Тетради по консерватизму. 2019. — № 2. — С. 235—246.
- Кризис «государственной церковности» в фокусе приходского вопроса. 1860-е — 1917 гг. // Государство, религия, церковь в России и за рубежом. 2019. — № 1-2. — С. 58-89.
- Новый взгляд на первые антицерковные декреты советской власти. Рецензия на: Отделение церкви от государства и школы от церкви в Советской России. Октябрь 1917—1918 г. Сборник документов / Отв. ред. прот. Владимир Воробьев, отв. сост. Л. Б. Милякова. М.: Изд-во ПСТГУ, 2016. — 944 с. // Государство, религия, церковь в России и за рубежом. 2019. — № 1-2. — С. 690—694
- Русская Православная Церковь в годы «Великого перелома»: приходской аспект // 1929: «Великий перелом» и его последствия". Материалы XII Международной научной конференции «История сталинизма». Екатеринбург, 26-28 сентября 2019 г. М.: РОССПЭН, 2020 (История сталинизма. Дебаты). — С. 369—381.
- Литургические практики католиков Советской России в 1920—1930-е гг.: нормы и аномалии // Государство, религия, церковь в России и за рубежом. 2020. — № 38 (4). — С. 265—293. (соавторы Е. Токарева, И. Фадеев)
- «Diocese and parish in the Russian Empire: finances and bureaucracy, 1850—1917», Canadian Slavonic Papers (2020), vol. 62. — # 3-4. — pp. 245—270.
- Реформа духовного образования 1808 г. и закрепощение православных приходов в Российской империи // Российская история. 2020. — № 2. — С. 149—158.
- Приходские опыты. Социальная активность приходских священников, приходская благотворительность и вопрос о возрождении православного прихода в России во второй половине XIX в. // Электронный научно-образовательный журнал «История». — 2021. — T. 12. — Выпуск 2 (100)
- Судьба католического храма св. Людовика в Москве в освещении американского ассумпциониста // Электронный научно-образовательный журнал «История». 2021. — Т. 12. — Выпуск 8 (106) (соавтор: И. Федеев)

- Ненаписанная рецензия А. И. Ромма на книгу М. М. Бахтина и В. Н. Волошинова «Марксизм и философия языка» / Подготовка текста, публикация, вступительная заметка и примечания А. Л. Беглова и Н. Л. Васильева // Philologica. 1995. — Vol. 2. — № 3/4. — С. 199—216.
- Архиепископ Варфоломей (Ремов). Письма и автобиография / Подготовка текста, публикация, вступительная заметка и примечания А. Л. Беглова // Альфа и Омега. 1996. — № 2/3 (9/10). — С. 353—378.
- Монахиня Игнатия (Петровская). Слово о старчестве / Подготовка текста, публикация, вступительная заметка и примечания А. Л. Беглова // Альфа и Омега. 1996. — № 2/3 (9/10). — С. 165—208.
- Монахиня Игнатия (Петровская). Высоко-Петровский монастырь в 20-30-е годы / Подготовка текста, публикация, вступительная заметка и примечания А. Л. Беглова // Альфа и Омега. 1996. — № 1(8). — С. 114—135.
- Схиархимандрит Игнатий (Лебедев). Письма из заключения / Подготовка текста, публикация, вступительная статья и примечания А. Л. Беглова // Альфа и Омега. 1997. — № 1 (12). — С. 90-133.
- Архиепископ Варфоломей (Ремов). Из духовного наследия: [Жизненный путь архиепископа Варфоломея; <Слово> в 4-ю годовщину по кончине старца схиигумена Германа] / Подготовка текста, публикация, вступительная статья и примечания А. Л. Беглова // Альфа и Омега. 1998. — № 4 (18). — С. 119—133.
- Монахиня Игнатия (Петровская). Старчество на Руси / Подготовка текста, публикация и примечания А. Л. Беглова // Альфа и Омега. 1998. — № 3(17). — С. 118—151; 1998. — № 4(18). — С. 147—177.
- Монахиня Игнатия. Старчество на Руси / Подготовка текста, публикация, предисловие и примечания А. Л. Беглова. М.: Издательство Московского Подворья Свято-Троицкой Сергиевой Лавры, 1999. 316 с., ил. (Б-ка журнала «Альфа и Омега»).
  - Игнатия (Пузик), монахиня Старчество на Руси. — Издательство Московского Подворья Свято-Троицкой Сергиевой Лавры, 1999. — 320 с.
- Монахиня Игнатия (Петровская). Патриарх Сергий и Высоко-Петровский монастырь / Подготовка текста, публикация и примечания А. Л. Беглова // Альфа и Омега. 1999. — № 3 (21). — С. 181—185.
- Епископ Николай (Чуфаровский). Пастырство монастырское, или старчество [Фрагменты] / Подготовка текста, вступительная заметка и примечания (совместно с П. Б. Сержантовым) А. Л. Беглова // Альфа и Омега. 1999. — № 2 (20). — С. 173—184.
- Архиепископ Варфоломей (Ремов). «Благоговейный путь». Слово о духовном восхождении: [Слово по пострижении монахини Евгении; Слово по пострижении монаха Германа; Слово о самоукорении; Слово на отпевании Ольги Протопоповой] / Подготовка текста, публикация, вступительная заметка и комментарии А. Л. Беглова // Альфа и Омега. 2000. — № 2 (24). — С. 146—159.
- Монахиня Игнатия (Петровская). О Святейшем Патриархе Алексии I: [Поместный Собор Русской Православной Церкви; Интронизация Святейшего Патриарха Алексия (Февраль 1945 года); Служения Святейшего Патриарха (Между 1953 и 1957 г.)] / Подготовка текста, публикация и примечания А. Л. Беглова // Альфа и Омега. 2000. — № 1 (23). — С. 128—146.
- Архиепископ Варфоломей (Ремов). «Мы владеем всерадостной тайной». Слово о пастырях и учениках: [Слово при наречении во епископа; Памяти иеросхимонаха Алексия (Соловьёва); Слово на отпевании архимандрита Мелхиседека] / Подготовка текста, публикация, вступительная заметка и комментарии А. Л. Беглова // Альфа и Омега. 2000. — № 1 (23). — С. 87-108.
- Монахиня Игнатия. Старчество в годы гонений. Преподобномученик Игнатий (Лебедев) и его духовная семья / Подготовка текста, публикация, предисловие и комментарии А. Л. Беглова. — М.: Издательство Московского Подворья Свято-Троицкой Сергиевой Лавры, 2001. — 350 с., ил. (Б-ка журнала «Альфа и Омега»).
  - Игнатия (Пузик), монахиня Старчество в годы гонений. Преподобномученик Игнатий (Лебедев) и его духовная семья. — М.: Издательство Подворья Свято-Троицкой Сергиевой Лавры, 2001. — 352 с. — (Б-ка журнала «Альфа и Омега»).
- Преподобномученик Феодор (Богоявленский). «Завещание» / Подготовка текста, публикация, вступительная заметка А. Л. Беглова // Альфа и Омега. 2001. — № 1(27). — С. 283—284.
- [О. П. Богоявленская.] Воспоминания о брате: (Олег Павлович Богоявленский — Иеромонах Феодор) / Подготовка текста, публикация, вступительная заметка и примечания А. Л. Беглова // Альфа и Омега. 2001. — № 1(27). — С. 258—282.
- Монахиня Игнатия (Петровская). Божественная Литургия / Подготовка текста и публикация А. Л. Беглова // Альфа и Омега. 2002. — № 2 (32). — С. 259—273; 2002. — № 3 (33). — С. 297—312.
- Монахиня Игнатия (Петровская). Путемерие антифонов / Подготовка текста и публикация А. Л. Беглова // Альфа и Омега. 2002. — № 1 (31). — С. 203—214.
- Монахиня Игнатия. Святитель Игнатий — Богоносец Российский / Публикация жизнеописания, подготовка текста, предисловие и примечания А. Л. Беглова. — М.: Издательство Московского Подворья Свято-Троицкой Сергиевой Лавры, 2003. — 272 с. (Б-ка журнала «Альфа и Омега»).
- Монахиня Игнатия (Петровская). Церковные песнотворцы / Публикация, подготовка текста, предисловие А. Л. Беглова. — М.: Издательство Московского Подворья Свято-Троицкой Сергиевой Лавры, 2005. — 464 с. (Б-ка журнала «Альфа и Омега»).
- Монахиня Игнатия (Петровская). Эксапостиларии (светильны) Святой Пасхи и Пятидесятницы / Подготовка текста и публикация А. Л. Беглова // Альфа и Омега. 2003. — № 1 (35). — С. 279—285.
- Монахиня Игнатия (Петровская). Эксапостиларии Великих Господских праздников / Подготовка текста и публикация А. Л. Беглова // Альфа и Омега. 2003. — № 2 (36). — С. 327—331.
- Монахиня Игнатия (Петровская). Эксапостиларии Великих Богородичных праздников / Подготовка текста и публикация А. Л. Беглова // Альфа и Омега. 2003. — № 3 (37). — С. 311—314.
- Монахиня Игнатия (Петровская). Круг богородичный / Предисловие, подготовка текста и публикация А. Л. Беглова // Альфа и Омега. 2004. — № 1 (39). — С. 319—344; № 2 (40). — С. 346—361.
- Схимонахиня Игнатия (Петровская). Русское песнотворчество в честь Богоматери / Подготовка текста, публикация А. Л. Беглова // Альфа и Омега. 2004. — № 3 (41). — С. 297—311; 2005. — № 1 (42). — С. 315—330.
- Монахиня Игнатия (Петровская). О создании службы всем русским святым / Публикация А. Л. Беглов // Альфа и Омега. 2005. — № 3 (44). — С. 265—285.
- Монахиня Игнатия (Петровская). Об отце Александре Ветелеве / Публикация, примечания А. Л. Беглова // Альфа и Омега. 2005. — № 2 (43). — С. 248—254.
- Из архива Троице-Одигитриевой Зосимовой пустыни. [Переписка преподобного Зосимы (Верховского) 1818—1828 гг.] / Подготовка текста, вступительные заметки А. Л. Беглова // Преподобный старец Зосима Верховский. Творения. — Свято-Троицкая Сергиева Лавра. 2006. — С. 442—473.
- Схимонахиня Игнатия. Мой XX век / Публикация, подготовка текста, примечания А. Л. Беглова // Альфа и Омега. 2008. — № 1 (51). — С. 233—246.
- Христианство, культура и нравственные ценности = Christianity, culture and moral values = Christianisme, culture, valeurs moraes : материалы международной конференции, Москва, 2007 / [Ин-т всеобщей истории Российской акад. наук, Отдел внешних церковных связей Московского патриархата, Папский совет по культуре (Святой престол), Папский ком. исторических наук (Святой престол); под ред. А. Л. Беглова, Е. С. Токаревой, Н. Т. Энеевой]. — Москва : ИВИ РАН, 2009. — 330 с. — ISBN 978-5-94067-268-5
- Религиозное образование в России и Европе = L’educazione religiosa in Russia e Europa. XIX secolo / Ин-т всеобщей истории РАН, Папский Григорианский ун-т [и др. ; редкол.: А. Л. Беглов и др.]. — Санкт-Петербург : Изд-во Русской христианской гуманитарной акад., 2014. — 279 с. — ISBN 978-5-88812-666-0
- Беглов А. Л. (отв. ред). Документы Священного Собора Православной Российской Церкви 1917—1918 годов. Т. 14. Протоколы заседаний и материалы Отдела о благоустроении прихода / отв. ред. А. Л. Беглов. М.: Изд-во Новоспасского монастыря, 2017. — 904 с.

- Русская Православная Церковь. XX век. — М.: Сретенский монастырь, 2008. — 800 с., илл. (в соавторстве с О. Ю. Васильевой, А. В. Журавским)
  - Русская православная церковь. XX век. / [А. Л. Беглов и др. ; ред. текста, бильд-редактор Т. А. Соколова]. — Москва : Сретенский монастырь, 2015. — 792 с. — ISBN 978-5-7533-0963-1 — 4000 экз.
- В поисках «безгрешных катакомб». Церковное подполье в СССР. — М.: Издательский Совет Русской Православной Церкви, «Арефа», 2008. — 352 с.
  - В поисках «безгрешных катакомб»: Церковное подполье в СССР / А. Л. Беглов. — 2-е изд., испр. и доп. — М. : РОССПЭН, 2018. — 350 с. — (История сталинизма). — Библиогр.: с. 313. — Указ.: с. 330. — ISBN 978-5-8243-2292-7
- Православный приход в Российской империи в конце XIX века: состояние, дискуссии, реформы / А. Л. Беглов. М.: ИВИ РАН, 2014. — 253 с.
- Православный приход Российской империи на рубеже XIX—XX вв.: состояние, дискуссии, реформы. Диссертация на соискание степени д.и.н. М.: РАН, 2019. — 1055 с.

- Религии мира: атлас / ред.: Е. С. Токарева, А. Л. Беглов. — М. : Издательство ДИК : Дрофа, 2009. — 64 с. : карты, цв.ил. — ISBN 978-5-8214-0444-5 (ДИК) 978-5-358-07056 (Дрофа)
- Основы религиозных культур и светской этики. Основы мировых религиозных культур : 4-5 классы : учебное пособие для общеобразовательных учреждений / [А. Л. Беглов и др.]. — Москва : Просвещение, 2010. — 79 с. : цв. ил.; 26 см; ISBN 978-5-09-024067-3
- Основы духовно-нравственной культуры народов России. Основы мировых религиозных культур. 4-5 классы: учебник для общеобразовательных учреждений / [А. Л. Беглов и др.]. — Москва : Просвещение, 2011. — 79 с. : цв. ил.; 26 см; ISBN 978-5-7853-1498-6
  - Основы духовно-нравственной культуры народов России. Основы мировых религиозных культур. 4-5-е классы: учебник для общеобразовательных учреждений / [А. Л. Беглов и др.]. — 2-е изд. — Москва : Просвещение, 2012. — 79 с. : цв. ил.; 26 см; ISBN 978-5-09-026880-6
- Основы мировых религиозных культур. 4 класс. Учебник для общеобразовательных организаций / [А. Л. Беглов, Е. В. Саплина, Е. С. Токарева, А. А. Ярлыкапов]. М.: Просвещение, 2014
  - Основы мировых религиозных культур. 4 класс: учебник для общеобразовательных организаций / [А. Л. Беглов, Е. В. Саплина, Е. С. Токарева, А. А. Ярлыкапов]. — 2-е изд. — Москва : Просвещение, 2016. — 111 с. : цв. ил.; 26 см. — (Основы религиозных культур и светской этики) (ФГОС).; ISBN 978-5-09-042823-1 : 10 000 экз.
  - Основы мировых религиозных культур. 4 класс: учебник для общеобразовательных организаций / [А. Л. Беглов, Е. В. Саплина, Е. С. Токарева, А. А. Ярлыкапов]. — 3-е изд. — Москва : Просвещение, 2017. — 111 с. : цв. ил.; 26 см. — (Основы религиозных культур и светской этики).; ISBN 978-5-09-046337-9 : 1000 экз.
  - Основы мировых религиозных культур. 4 класс: учебник для общеобразовательных организаций / [А. Л. Беглов, Е. В. Саплина, Е. С. Токарева, А. А. Ярлыкапов]. — 4-е изд. — Москва : Просвещение, 2018. — 111 с. : цв. ил.; 26 см. — (Основы религиозных культур и светской этики).; ISBN 978-5-09-055109-0 : 4000 экз.
  - Основы мировых религиозных культур. 4 класс: учебник для общеобразовательных организаций / [А. Л. Беглов, Е. В. Саплина, Е. С. Токарева, А. А. Ярлыкапов]. — 5-е изд. — Москва : Просвещение, 2019. — 111 с. : цв. ил.; 26 см. — (Основы религиозных культур и светской этики) (ФГОС).; ISBN 978-5-09-067772-2 : 200 экз.
  - Основы мировых религиозных культур. 4 класс: учебник для общеобразовательных организаций / [А. Л. Беглов, Е. В. Саплина, Е. С. Токарева, А. А. Ярлыкапов]. — 6-е изд., перераб. — Москва : Просвещение, 2019. — 111 с. : цв. ил.; 26 см. — (Основы религиозных культур и светской этики). — ISBN 978-5-09-071635-2 — 15000 экз.
  - Основы мировых религиозных культур. 4 класс : основы религиозных культур и светской этики : учебник для общеобразовательных организаций / А. Л. Беглов, Е. В. Саплина, Е. С. Токарева, А. А. Ярлыкапов. — 7-е изд. — Москва : Просвещение, 2020. — 111 с. — ISBN 978-5-09-073867-5 — 2000 экз.
- Основы религиозных культур и светской этики. Основы мировых религиозных культур. 4 класс : учебник для общеобразовательных организаций : в 2 ч. / [А. Л. Беглов и др.]. — Москва : Просвещение, 2016. — 26 см. — (ФГОС) (Инклюзия).; ISBN 978-5-09-039258-7
- Основы мировых религиозных культур. 4 класс: учебник для общеобразовательных организаций : [для детей с нарушением зрения] : в двух частях / [А. Л. Беглов, Е. В. Саплина, Е. С. Токарева, А. А. Ярлыкапов]. — 2-е изд. — Москва : Просвещение, 2019. — 26 см. — (Основы религиозных культур и светской этики) (ФГОС) (Инклюзия). — ISBN 978-5-09-069690-6
- Основы мировых религиозных культур. 4 класс : учебное пособие для общеобразовательных организаций : для детей с нарушением зрения : в двух частях : 0+ / А. Л. Беглов, Е. В. Саплина, Е. С. Токарева, А. А. Ярлыкапов. — Москва : Просвещение, 2020. — 26 см. — (Основы религиозных культур и светской этики) (Инклюзия). — ISBN 978-5-09-073988-7

- Монашеское делание эпохи гонений. Гимнографии, православной аскетике и истории старчества посвящены книги монахини Игнатии (Петровской) / Беседовал Сергей Чапнин // Московский Церковный вестник. — № 19 (225). — октябрь 2001. — С. 14—15.
- Христианину невозможно спрятаться // Православие и мир, 17 ноября 2010
- Крепостное право. Была ли Церковь в нём заинтересована? : интервью / Алексей Львович Беглов; записал Виталий Каплан; рис. Алексея Венецианова, Николая Неврева, Иллариона Прянишникова // Фома. 2011. — № 2. — С. 64-68, 69.